# Europejski Bank Odbudowy i Rozwoju
     Członkowie tylko finansujący
     Członkowie finansujący i odbiorcy inwestycji

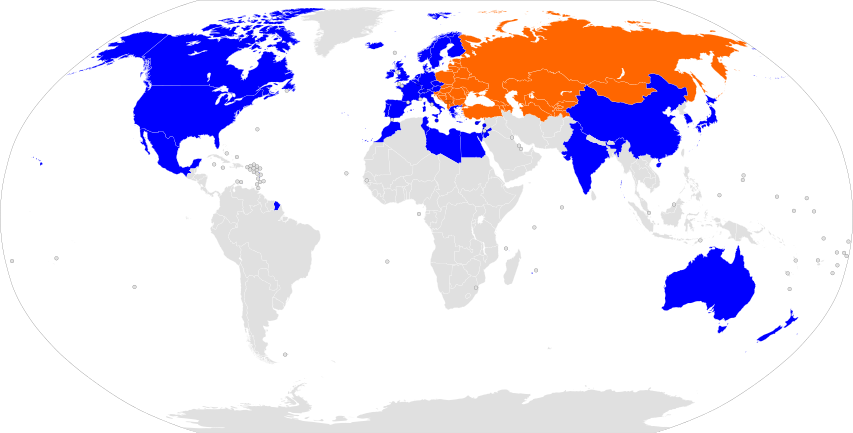
Członkowie Europejskiego Banku Odbudowy i Rozwoju
Członkowie tylko finansujący
Członkowie finansujący i odbiorcy inwestycji

Europejski Bank Odbudowy i Rozwoju, EBOR (ang. European Bank for Reconstruction and Development, EBRD) – międzynarodowa instytucja finansowa, która została utworzona podczas obrad Rady Europejskiej w Strasburgu w dniach 8–9 grudnia 1989 roku.
Koncepcja jego powstania została przedstawiona już 25 października 1989 w Parlamencie Europejskim przez François Mitterranda. Właściwe porozumienie w sprawie EBOR podpisano uroczyście 29 maja 1990 w Paryżu. Swoją działalność rozpoczął 28 marca 1991 roku.

## Cele i zasady działania
EBOR promuje rozwój sektora prywatnego w państwach urzeczywistniających zasady demokracji wielopartyjnej, pluralizmu oraz gospodarki rynkowej celem przyspieszenia niezbędnych zmian strukturalnych w krajach przeprowadzających transformację. Popiera rozwój zapewniający ochronę środowiska.
EBOR liczy 66 członków (64 państw, Europejski Bank Inwestycyjny i Unia Europejska). Każdy członek jest kredytodawcą, a 34 państwa członkowskie są również kredytobiorcami. Od momentu powstania EBOR zrealizował 3644 projektów o łącznej wartości niemal 235,2 mld EUR, z których 78,9 mld EUR pochodziło z finansowania EBOR (zgodnie z danymi ze stycznia 2013). Głównymi państwami operacji są obecnie Rosja, Turcja, Polska, Ukraina, Rumunia, Bułgaria, Kazachstan, Mongolia. W roku 2012 planowane jest rozszerzenie działalności EBOR na niektóre kraje basenu Morza Śródziemnego. Prezesem EBOR jest obecnie Suma Chakrabarti. W latach 2001–2004 wiceprezesem EBOR była Hanna Gronkiewicz-Waltz (do 2018 prezydent Warszawy).
W zakresie reprezentacji politycznej w Radzie Dyrektorów EBOR, Polska wchodzi w skład konstytuanty współtworzonej wespół z Bułgarią i Albanią. Na czele konstytuanty stoi Dyrektor Wykonawczy, rotacyjnie przedstawiciel Polski i Bułgarii. Przedstawicielami Polski byli kolejno: Jan Winiecki (od kwietnia 1991 do listopada 1993), Jan Krzysztof Bielecki (od grudnia 1993 do września 2003), Tadeusz Syryjczyk (od października 2003 do lutego 2007), Kazimierz Marcinkiewicz (od marca 2007 do maja 2008), Krystyna Gawlikowska-Hueckel (od czerwca 2008 do sierpnia 2011) oraz Zbigniew Hockuba (2011-2017). Obecnie funkcję tę sprawuje Wioletta Barwicka-Lofthouse.
W 2016 roku kandydatem na prezesa EBOR był Marek Belka, jednak przegrał on w głosowaniu z Sumem Chakrabartim, który tym samym został wybrany na swoją drugą kadencję na tym stanowisku.
Siedziba EBOR znajduje się w Londynie.